# César a la millor primera pel·lícula
El  César a la millor primera pel·lícula és un premi cinematogràfic francès atorgat per l'Acadèmia de les Arts i Tècniques del Cinema de França des de la 7a cerimònia dels César el 1982.
Aquest premi es va dir en principi «César a la millor primera obra », fins al 1999, després «César a la millor primera obra de ficció» de 2000 a 2005. Ha agafat el seu nom actual en la 31a cerimònia dels César de 2006.
Aquesta categoria té la particularitat d'afectar els primers llargmetratges de la filmografia dels seus respectius realitzadors. Així, cada realitzador no pot aspirar més que a una nominació en aquesta categoria en la seva carrera.
L'any indicat és el de la cerimònia, premiant les pel·lícules estrenades durant l'any anterior. Els guanyadors s'indiquen a la part superior de cada any en color blavós.

## Palmarès
* Fonts: Pàgina oficial del Festival. i Pàgina de FilminCat. 

### Dècada del 1980
| Any  | Títol original                       | Títol en català     | Director                        |
| ---- | ------------------------------------ | ------------------- | ------------------------------- |
| 1982 | Diva                                 |                     | Jean-Jacques Beineix            |
| 1982 | Le jardinier                         |                     | Jean-Pierre Sentier             |
| 1982 | Neige                                | Neu                 | Jean-Henri Roger i Juliet Berto |
| 1982 | Une affaire d'hommes                 |                     | Nicolas Ribowski                |
| 1983 | Mourir à trente ans                  | Morir a trenta anys | Romain Goupil                   |
| 1983 | Josepha                              |                     | Christopher Frank               |
| 1983 | Lettres d'amour en Somalie           |                     | Frédéric Mitterrand             |
| 1983 | Tir groupé                           |                     | Jean-Claude Missiaen            |
| 1984 | Rue Cases-Nègres                     |                     | Euzhan Palcy                    |
| 1984 | Le Dernier Combat                    |                     | Luc Besson                      |
| 1984 | Le destin de Juliette                |                     | Aline Issermann                 |
| 1984 | La trace                             |                     | Bernard Favre                   |
| 1985 | La diagonale du fou                  |                     | Richard Dembo                   |
| 1985 | Boy Meets Girl                       |                     | Leos Carax                      |
| 1985 | Marche à l'ombre                     |                     | Michel Blanc                    |
| 1985 | Souvenirs, souvenirs                 |                     | Ariel Zeitoun                   |
| 1986 | Le thé au harem d'Archimède          |                     | Mehdi Charef                    |
| 1986 | Harem                                |                     | Arthur Joffé                    |
| 1986 | La nuit porte-jarretelles            |                     | Virginie Thévenet               |
| 1986 | Strictement personnel                |                     | Pierre Jolivet                  |
| 1987 | La femme de ma vie                   |                     | Régis Wargnier                  |
| 1987 | Black Mic-Mac                        |                     | Thomas Gilou                    |
| 1987 | Je hais les acteurs                  |                     | Gérard Krawczyk                 |
| 1987 | Noir et blanc                        |                     | Claire Devers                   |
| 1988 | L'oeil au beurre noir                |                     | Serge Meynard                   |
| 1988 | Avril brisé                          | L'abril trencat     | Liria Bégéja                    |
| 1988 | Flag                                 |                     | Jacques Santi                   |
| 1988 | Le jupon rouge                       |                     | Geneviève Lefebvre              |
| 1988 | Le moine et la sorcière              |                     | Suzanne Schiffman               |
| 1989 | La vie est un long fleuve tranquille |                     | Étienne Chatiliez               |
| 1989 | Camille Claudel                      |                     | Bruno Nuytten                   |
| 1989 | Chocolat                             | Xocolata            | Claire Denis                    |
| 1989 | Drole d'endroit pour une rencontre]  |                     | François Dupeyron               |

### Dècada del 1990
| Any  | Títol original                             | Títol en català           | Director                                  |
| ---- | ------------------------------------------ | ------------------------- | ----------------------------------------- |
| 1990 | Un monde sans pitié                        |                           | Éric Rochant                              |
| 1990 | Peaux de vaches                            |                           | Patricia Mazuy                            |
| 1990 | La salle de bain                           |                           | John Lvoff                                |
| 1990 | La soule                                   |                           | Michel Sibra                              |
| 1990 | Suivez cet avion                           |                           | Patrice Ambard                            |
| 1990 | Tolérance                                  |                           | Pierre-Henry Salfati                      |
| 1991 | La discrète                                |                           | Christian Vincent                         |
| 1991 | Halfaouine asfour stah                     |                           | Férid Boughedir                           |
| 1991 | Mado poste restante                        |                           | Alexandre Abadachian                      |
| 1991 | Outremer                                   |                           | Brigitte Roüan                            |
| 1991 | Un week-end sur deux                       |                           | Nicole Garcia                             |
| 1992 | Delicatessen                               | Delicatessen              | Jean-Pierre Jeunet i Marc Caro            |
| 1992 | Les arcandiers                             |                           | Manuel Sanchez                            |
| 1992 | L'autre                                    |                           | Bernard Giraudeau                         |
| 1992 | Fortune express                            |                           | Olivier Schatzky]                         |
| 1992 | Lune froide                                |                           | Patrick Bouchitey                         |
| 1993 | Les nuits fauves                           |                           | Cyril Collard                             |
| 1993 | Nord                                       |                           | Xavier Beauvois                           |
| 1993 | Riens du tout                              |                           | Cédric Klapisch                           |
| 1993 | La sentinelle                              |                           | Arnaud Desplechin                         |
| 1993 | Le zèbre                                   |                           | Jean Poiret                               |
| 1994 | Mùi đu đủ xanh                             |                           | Trần Anh Hùng                             |
| 1994 | Cible émouvante                            |                           | Pierre Salvadori                          |
| 1994 | Le fils du requin                          |                           | Agnès Merlet                              |
| 1994 | Les gens normaux n'ont rien d'exceptionnel |                           | Laurence Ferreira-Barbosa                 |
| 1994 | Métisse                                    |                           | Mathieu Kassovitz                         |
| 1995 | Regarde les hommes tomber                  |                           | Jacques Audiard                           |
| 1995 | Le colonel Chabert                         |                           | Yves Angelo                               |
| 1995 | Mina Tannenbaum                            |                           | Martine Dugowson                          |
| 1995 | Personne ne m'aime                         |                           | Marion Vernoux                            |
| 1995 | Petits arrangements avec les morts         |                           | Pascale Ferran                            |
| 1996 | Les trois frères                           |                           | Didier Bourdon i Bernard Campan           |
| 1996 | En avoir (ou pas)                          |                           | Laetitia Masson                           |
| 1996 | État des lieux                             |                           | Patrick Dell'Isola i Jean-François Richet |
| 1996 | Pigalle                                    |                           | Karim Dridi                               |
| 1996 | Rosine                                     |                           | Christine Carrière                        |
| 1997 | Y aura-t-il de la neige à Noël?            |                           | Sandrine Veysset                          |
| 1997 | L'appartement                              |                           | Gilles Mimouni                            |
| 1997 | Bernie                                     |                           | Albert Dupontel                           |
| 1997 | Encore                                     |                           | Pascal Bonitzer                           |
| 1997 | Microcosmos                                |                           | Marie Pérennou i Claire Nuridsany         |
| 1998 | Didier                                     | Didier, el meu fidel amic | Alain Chabat                              |
| 1998 | L'autre côté de la mer                     |                           | Dominique Cabrera                         |
| 1998 | Les démons de Jésus                        |                           | Bernie Bonvoisin                          |
| 1998 | Ma vie en rose                             |                           | Alain Berliner                            |
| 1998 | La vie de Jésus                            |                           | Bruno Dumont                              |
| 1999 | Dieu seul me voit                          |                           | Bruno Podalydès                           |
| 1999 | L'arrière pays                             |                           | Jacques Nolot                             |
| 1999 | Le gône du Chaabâ                          |                           | Christophe Ruggia                         |
| 1999 | Jeanne et le garçon formidable             |                           | Olivier Ducastel i Jacques Martineau      |
| 1999 | La vie rêvée des anges                     |                           | Érick Zonca                               |

### Dècada del 2000
| Any  | Títol original                          | Títol en català               | Director                                        |
| ---- | --------------------------------------- | ----------------------------- | ----------------------------------------------- |
| 2000 | Voyages                                 |                               | Emmanuel Finkiel                                |
| 2000 | La bûche                                |                               | Danièle Thompson                                |
| 2000 | Les convoyeurs attendent                |                               | Benoît Mariage                                  |
| 2000 | Haut les cœurs !                        |                               | Sólveig Anspach                                 |
| 2000 | Karnaval                                |                               | Thomas Vincent                                  |
| 2001 | Ressources humaines                     |                               | Laurent Cantet                                  |
| 2001 | Nationale 7                             |                               | Jean-Pierre Sinapi                              |
| 2001 | Scènes de crimes                        |                               | Frédéric Schoendoerffer                         |
| 2001 | La Squale                               |                               | Fabrice Genestal                                |
| 2001 | Stand by                                |                               | Roch Stéphanik                                  |
| 2002 | Ničija zemlja                           |                               | Danis Tanovic                                   |
| 2002 | Grégoire Moulin contre l'humanité       |                               | Artus de Penguern                               |
| 2002 | Ma femme est une actrice                |                               | Yvan Attal                                      |
| 2002 | Le peuple migrateur                     |                               | Jacques Perrin, Jacques Cluzaud i Michel Debats |
| 2002 | Une hirondelle a fait le printemps      |                               | Christian Carion                                |
| 2003 | Se souvenir des belles choses           |                               | Zabou Breitman                                  |
| 2003 | Carnages                                |                               | Delphine Gleize                                 |
| 2003 | Filles perdues, cheveux gras            |                               | Claude Duty                                     |
| 2003 | Irène                                   |                               | Ivan Calbérac                                   |
| 2003 | Mon idole                               |                               | Guillaume Canet                                 |
| 2004 | Depuis qu'Otar est parti...             |                               | Julie Bertucelli                                |
| 2004 | Il est plus facile pour un chameau...   |                               | Valeria Bruni Tedeschi                          |
| 2004 | Père et fils                            | Père et fils                  | Michel Boujenah                                 |
| 2004 | Qui a tué Bambi ?                       |                               | Gilles Marchand                                 |
| 2004 | Les Triplettes de Belleville            |                               | Sylvain Chomet                                  |
| 2005 | Quand la mer monte                      |                               | Gilles Porte i Yolande Moreau                   |
| 2005 | Brodeuses                               |                               | Éléonore Faucher                                |
| 2005 | Les choristes                           |                               | Christophe Barratier                            |
| 2005 | Podium                                  |                               | Yann Moix                                       |
| 2005 | Violence des échanges en milieu tempéré |                               | Jean-Marc Moutout                               |
| 2006 | Le cauchemar de Darwin                  | El malson de Darwin           | Hubert Sauper                                   |
| 2006 | Anthony Zimmer                          | Anthony Zimmer                | Jérôme Salle                                    |
| 2006 | Douches froides                         |                               | Antony Cordier                                  |
| 2006 | La marche de l'empereur                 | El viatge de l'emperador      | Luc Jacquet                                     |
| 2006 | La petite Jérusalem                     |                               | Karin Albou                                     |
| 2007 | Je vous trouve très beau                | Ets molt guapo                | Isabelle Mergault                               |
| 2007 | 13 Tzameti                              | 13                            | Gela Babluani                                   |
| 2007 | Les fragments d'Antonin                 |                               | Gabriel Le Bomin                                |
| 2007 | Mauvaise foi                            |                               | Roschdy Zem                                     |
| 2007 | Pardonnez-moi                           |                               | Maïwenn                                         |
| 2008 | Persepolis                              | Persèpolis                    | Marjane Satrapi i Vincent Paronnaud             |
| 2008 | Ceux qui restent                        |                               | Anne Le Ny                                      |
| 2008 | Et toi, t'es sur qui ?                  |                               | Lola Doillon                                    |
| 2008 | Naissance des pieuvres                  |                               | Céline Sciamma                                  |
| 2008 | Tout est pardonné                       |                               | Mia Hansen-Løve]                                |
| 2009 | Il y a longtemps que je t'aime          | Fa molt de temps que t'estimo | Philippe Claudel                                |
| 2009 | Home                                    |                               | Ursula Meier                                    |
| 2009 | Mascarades                              |                               | Lyes Salem                                      |
| 2009 | Pour elle                               |                               | Fred Cavayé                                     |
| 2009 | Versailles                              |                               | Pierre Schoeller                                |

### Dècada del 2010
| Any  | Títol original                           | Títol en català                | Director                                        |
| ---- | ---------------------------------------- | ------------------------------ | ----------------------------------------------- |
| 2010 | Les beaux gosses                         | Els guapos                     | Riad Sattouf                                    |
| 2010 | Le dernier pour la route                 |                                | Philippe Godeau                                 |
| 2010 | Espion(s)                                |                                | Nicolas Saada                                   |
| 2010 | La première étoile                       |                                | Lucien Jean-Baptiste                            |
| 2010 | Qu'un seul tienne et les autres suivront |                                | Léa Fehner                                      |
| 2011 | Gainsbourg, vie héroïque                 |                                | Joann Sfar                                      |
| 2011 | L'Arnacœur                               | Els seductors                  | Pascal Chaumeil                                 |
| 2011 | Simon Werner a disparu...                |                                | Fabrice Gobert                                  |
| 2011 | Tête de Turc                             |                                | Pascal Elbé                                     |
| 2011 | Tout ce qui brille                       |                                | Géraldine Nakache i Hervé Mimran                |
| 2012 | Le cochon de Gaza                        |                                | Sylvain Estibal                                 |
| 2012 | 17 filles                                |                                | Delphine Coulin i Muriel Coulin                 |
| 2012 | Angèle et Tony                           |                                | Alix Delaporte                                  |
| 2012 | La délicatesse                           | La delicadesa                  | David Foenkinos i Stéphane Foenkinos            |
| 2012 | My little Princess                       |                                | Eva Ionesco                                     |
| 2013 | Louise Wimmer                            |                                | Cyril Mennegun                                  |
| 2013 | Augustine                                |                                | Alice Winocour                                  |
| 2013 | Comme des frères                         |                                | Hugo Gélin                                      |
| 2013 | Populaire                                |                                | Régis Roinsard                                  |
| 2013 | Rengaine                                 |                                | Rachid Djaïdani                                 |
| 2014 | Les Garçons et Guillaume, à table !      | Guillaume i els nois, a taula! | Guillaume Gallienne                             |
| 2014 | La Bataille de Solférino                 |                                | Justine Triet                                   |
| 2014 | La Cage Dorée                            |                                | Ruben Alves                                     |
| 2014 | En solitaire                             | En solitari                    | Christophe Offenstein                           |
| 2014 | La fille du 14 juillet                   |                                | Antonin Peretjatko                              |
| 2015 | Les Combattants                          |                                | Thomas Cailley                                  |
| 2015 | Elle l'adore                             |                                | Jeanne Herry                                    |
| 2015 | Fidelio, l'odyssée d'Alice               |                                | Lucie Borleteau                                 |
| 2015 | Party Girl                               |                                | Marie Amachoukeli, Claire Burger i Samuel Theis |
| 2015 | Qu'Allah bénisse la France               |                                | Abd Al Malik                                    |
| 2016 | Mustang                                  | Mustang                        | Deniz Gamze Ergüven                             |
| 2016 | L'Affaire SK1                            |                                | Frédéric Tellier                                |
| 2016 | Les Cowboys                              |                                | Thomas Bidegain                                 |
| 2016 | Ni le ciel ni la terre                   |                                | Clément Cogitore                                |
| 2016 | Nous trois ou rien                       |                                | Kheiron                                         |
| 2017 | Divines                                  |                                | Houda Benyamina                                 |
| 2017 | Cigarettes et Chocolat chaud             |                                | Sophie Reine                                    |
| 2017 | La Danseuse                              | La ballarina                   | Stéphanie Di Giusto                             |
| 2017 | Diamant noir                             |                                | Arthur Harari                                   |
| 2017 | Rosalie Blum                             |                                | Julien Rappeneau                                |
| 2018 | Petit paysan                             |                                | Hubert Charuel                                  |
| 2018 | Grave                                    |                                | Julia Ducournau                                 |
| 2018 | Jeune femme                              |                                | Léonor Serraille                                |
| 2018 | Monsieur & Madame Adelman                |                                | Nicolas Bedos                                   |
| 2018 | Patients                                 |                                | Grand Corps Malade i Mehdi Idir                 |
| 2019 | Shéhérazade                              |                                | Jean-Bernard Marlin                             |
| 2019 | L'amour flou                             |                                | Romane Bohringer i Philippe Rebbot              |
| 2019 | Les Chatouilles                          |                                | Andréa Bescond i Eric Métayer                   |
| 2019 | Jusqu'à la garde                         |                                | Xavier Legrand                                  |
| 2019 | Sauvage                                  |                                | Camille Vidal-Naquet                            |

### Dècada del 2020
| Any                   | Títol original                          | Títol en català                           | Director                           |
| --------------------- | --------------------------------------- | ----------------------------------------- | ---------------------------------- |
| 2020                  | Papicha                                 | Papicha, somnis de llibertat              | Mounia Meddour                     |
| 2020                  | Atlantique                              |                                           | Mati Diop                          |
| 2020                  | Au nom de la terre                      |                                           | Edouard Bergeon                    |
| 2020                  | Le Chant du loup                        |                                           | Antonin Baudry                     |
| 2020                  | Les Misérables                          | Els miserables                            | Ladj Ly                            |
| 2021                  | Deux                                    | Entre nosaltres                           | Filippo Meneghetti                 |
| 2021                  | Garçon chiffon                          |                                           | Nicolas Maury                      |
| 2021                  | Mignonnes                               |                                           | Maïmouna Doucouré                  |
| 2021                  | Tout simplement noir                    |                                           | Jean-Pascal Zadi i Stéphane Ohayon |
| 2021                  | Un divan à Tunis                        | Un divan a Tunis                          | Manele Labidi                      |
| 2022                  | Les Magnétiques                         |                                           | Vincent Maël Cardona               |
| 2022                  | Gagarine                                | Gagarine                                  | Fanny Liatard i Jérémy Trouilh     |
| 2022                  | La Nuée                                 | El núvol                                  | Just Philippot                     |
| 2022                  | La Panthère des Neiges                  |                                           | Marie Amiguet i Vincent Munier     |
| 2022                  | Slalom                                  |                                           | Charlène Favier                    |
| 2023                  | Saint Omer                              | Saint Omer: El poble contra Laurence Coly | Alice Diop                         |
| 2023                  | Bruno Reidal, confession d'un meurtrier | Bruno Reidal                              | Vincent Le Port                    |
| 2023                  | Falcon Lake                             | Falcon Lake                               | Charlotte Le Bon                   |
| 2023                  | Les Pires                               |                                           | Lise Akoka i Romane Gueret         |
| 2023                  | Le Sixième enfant                       |                                           | Léopold Legrand                    |
| 2024                  | Chien de la casse                       |                                           | Jean-Baptiste Durand               |
| 2024                  | Bernadette                              |                                           | Léa Domenach                       |
| 2024                  | Le Ravissement                          |                                           | Iris Kaltenbäck                    |
| 2024                  | Vermines                                | Vermin: La Plaga                          | Sébastien Vaniček                  |
| 2024                  | Vincent doit mourir                     |                                           | Stéphan Castang                    |
| 2025                  |                                         |                                           |                                    |
| Vingt Dieux           | -                                       | Louise Courvoisier                        |                                    |
| Diamant brut          | -                                       | Agathe Riedinger                          |                                    |
| Les Fantômes          | -                                       | Jonathan Millet                           |                                    |
| Le Royaume            | -                                       | Julien Colonna                            |                                    |
| Un p'tit truc en plus | -                                       | Artus                                     |                                    |